# Nino Abesadze
Nino Abesadze (hebr.: נינו אבסדזה;, ur. 12 kwietnia 1965 w Związku Radzieckim) – izraelska dziennikarka i polityk, w latach 2010–2013 poseł do Knesetu.

## Życiorys
W wyborach parlamentarnych w 2009 kandydowała bezskutecznie z listy Kadimy do izraelskiego parlamentu. Do Knesetu XVIII kadencji weszła w zastępstwie 9 listopada 2010.